# Erich Kästner Gemeinschaftsschule Elmshorn
Die Erich Kästner Gemeinschaftsschule Elmshorn (KGSE), früher Kooperative Gesamtschule Elmshorn, ist eine kooperative Gesamtschule in Elmshorn-Hainholz. Sie ermöglicht es den Schülern, nebeneinander den Hauptschulabschluss, den Realschulabschluss und das Abitur zu erwerben.

## Namensgeber
Die Schule ist nach dem deutschen Kinderbuchautor Erich Kästner benannt, der am besten durch das Buch Emil und die Detektive bekannt ist.

## Beschreibung
Elmshorn ist eine Stadt mit 52.000 Einwohnern in Schleswig-Holstein, 30 Minuten Fahrtzeit nördlich von Hamburg. Die Schule hat etwa 1350 Schüler, die aus der Umgebung kommen. Es handelt sich um eine Ganztagsschule, die an drei Tagen in der Woche von 8.00 Uhr bis 15.00 Uhr unterrichtet, ansonsten bis 13.00 Uhr, aber bis in die Abendstunden geöffnet ist. Sie teilt sich einen Raum mit der Stadtteilbibliothek.

## Gebäude
Da das alte Gebäude nicht mehr zu reparieren war, wurden die Schüler in ein provisorisches Gebäude umgesiedelt und zogen dann 2015 in den Neubau ein. Mit dem Entwurf wurde das Büro Böge Lindner K2 Architekten beauftragt. Die Schule ist hell und luftig, in einem dreistöckigen Gebäude, das 2015 gebaut wurde. Alle Räume haben natürliches Licht und die zu öffnenden Fenster sorgen für eine natürliche Belüftung. Das Gebäude befindet sich an einer prominenten Ecklage, und die Gebäude sind entlang eines Rückgrats, der sogenannten Schulstraße, angeordnet. Sie verfügen über Korridore, die zu mehrstöckigen Lichtschächten, mehrstöckigen Hallen und Sporthallen führen. Die einzelnen Blöcke sind um Höfe herum gebaut.